# Saint-Bonnet-du-Gard
Saint-Bonnet-du-Gard település Franciaországban, Gard megyében. Lakosainak száma 816 fő (2022. január 1.). Saint-Bonnet-du-Gard Lédenon, Remoulins, Sernhac és Vers-Pont-du-Gard községekkel határos.

## Népesség
A település népessége az elmúlt években az alábbi módon változott:
| Lakosok száma | 300  | 358  | 372  | 669  | 841  | 852  | 835  | 853  | 851  | 816  |
|               | 1968 | 1982 | 1990 | 2006 | 2013 | 2015 | 2017 | 2019 | 2020 | 2022 |